# Eucnide durangensis
Eucnide durangensis là một loài thực vật có hoa trong họ Loasaceae. Loài này được H.J.Thomps. & A.M.Powell mô tả khoa học đầu tiên năm 1981.